# Abdul Aziz Juned

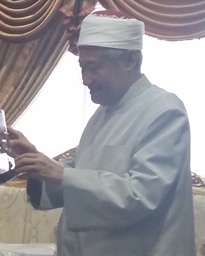
Abdul Aziz bin Juned (2015)

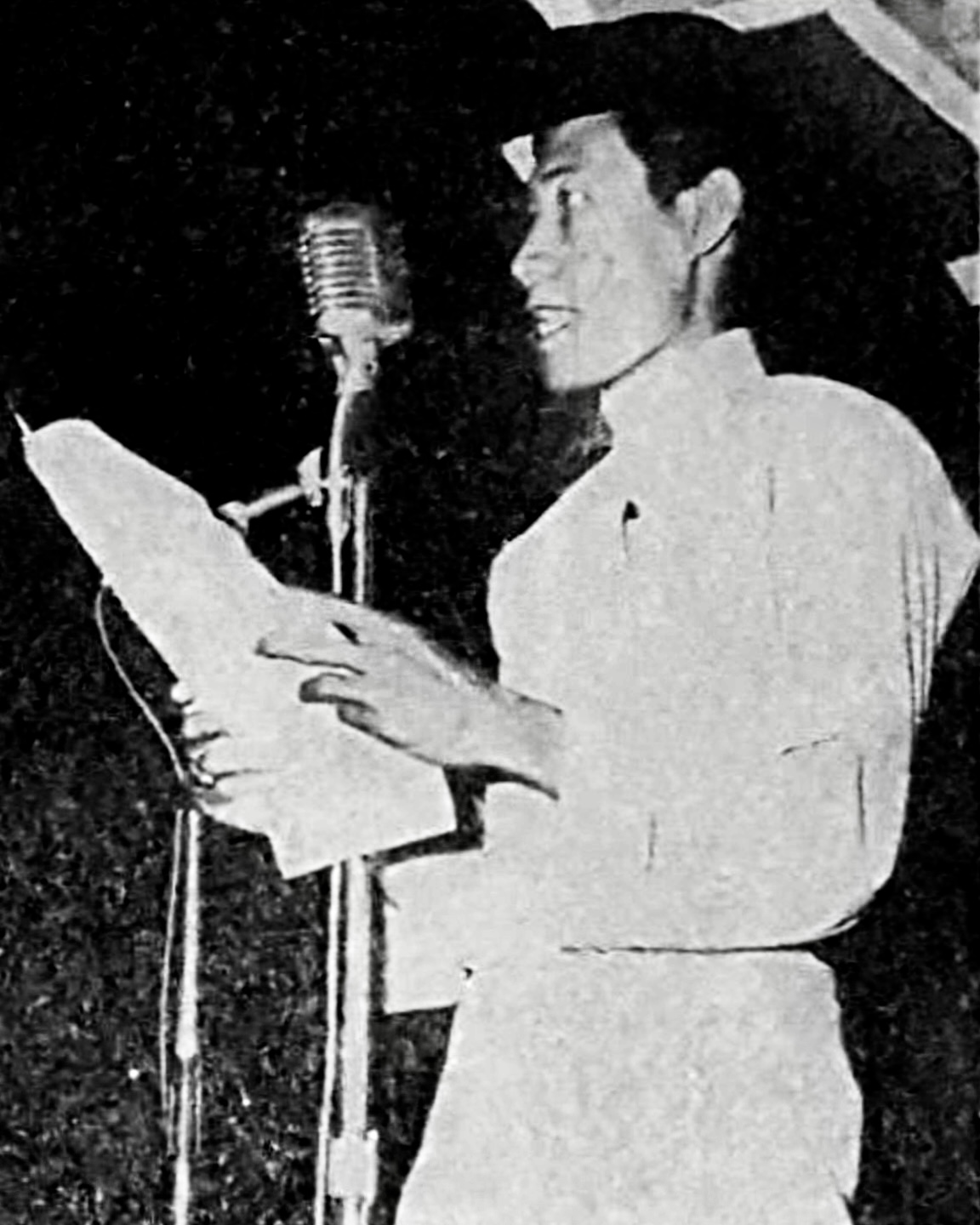
Abdul Aziz bin Juned (1971)

Pehin Tuan Imam Dato Paduka Seri Setia Ustaz Haji Awang Abdul Aziz bin Juned (geb. 1941) ist Mufti von Brunei Darussalam. Sein Amtssitz befindet sich im Darulifta Brunei Darussalam Complex.
Er ist einer der  Senior Fellows des Königlichen Aal al-Bayt Instituts für Islamisches Denken (Royal Aal al-Bayt Institute for Islamic Thought), Jordanien.